# Музей современного искусства (Мехико)
Музей современного искусства в Мехико (исп. Museo de Arte Moderno, сокр. MAM) — музей в Мехико, Мексика, посвящённый современному искусству.
Является культурным центром, посвященным в первую очередь для сохранения, изучения и распространения произведений мексиканского искусства, созданных после 1930-х годов. Входит в состав Национального института искусств и литературы, расположен в парке Чапультепек в центре Мехико.
Тематика музея в основном охватывает то, что известно как Мексиканская школа живописи и «Поколение Разрыва». Также представлены иностранные произведения современного искусства. 

## История и деятельность
Предшественником этого музея является национальный Museo Nacional de Artes Plásticas, созданный в 1947 году Карлосом Чавесом, и находившийся во Дворце изящных искусств. Современное искусство в музее было представлено небольшим разделом. В 1953 году Кармен Барреда (Carmen Barreda), тогдашний директор Мексиканского салона пластики, ставший впоследствии первым директором MAM (находился в этой должности с 1964 по 1972 год), основал совет попечителей с намерением создать новый музей современного искусства — на реализацию этого проекта ушло более десяти лет. Создание этого учреждения культуры стало частью проекта администрации президента Адольфо Лопеса Матеоса, который включал в себя открытие в Мексике ряда национальных музеев.
Здание Музей современного искусства Мехико было построено по проекту архитекторов Педро Рамиреса Васкеса и Карлоса Казареса Сальсидо (Carlos A. Cazares Salcido, профессор Университета Соноры) в сотрудничестве художником и архитектором Рафаэлем Михаресом Альсеррекой. Часть первоначального проекта, который включал в себя аудитории, библиотеку и хранилище, так и не была завершена. Дизайн сада и дорожек разработал Хуан Силес (Juan Siles) под руководством художницы Хелены Эскобедо.
В музее имеются четыре зала, названные в честь разных деятелей мексиканской культуры XX века: Хавьер Вильяуррутии, Карлоса Пельисера, Антониеты Ривас Меркадо и Хосе Хуана Таблады. Также имеется отдельная галерея Фернандо Гамбоа. Постоянная коллекция музея экспонируется в помещении «C» главного здания на первом этаже.
В 2014 году торжественно отмечалось 50-летие музея.

## Коллекция
Музей ориентирован на показ современного мексиканского искусства, начиная с 1930-х годов. В рамках его постоянной экспозиции представлены работы ряда великих мексиканских мастеров, таких как: Фрида Кало, Давид Альфаро Сикейрос, Роберто Монтенегро, Хосе Клементе Орозко, Хуан Сориано, Хуан О'Горман, Диего Ривера, Мария Искьердо, Руфино Тамайо, Рауль Ангиано, Федерику Канту, Мануэль Родригес Лосано, Рикардо Мартинес де Ойос, Хорхе Гонсалес Камарена, Франциско Корзас, Леонора Каррингтон, Альфредо Зальце, Ремедиос Варо, Анхель Саррага, Херардо Мурильо, Хосе Чавес Морадо, Матиас Гёритц, Мануэль Фелгерез, Авраам Анхель, Луис Лопес Лоза, Франсиско Толедо, Франсиско Суньига, Луис Ортис Монастерио, Фелисиано Бежар, Роза Кастильо и другие.
В музее также хранится важная коллекция работ великого мексиканского фотографа Мануэля Альвареса Браво.
В фойе и саду музея находятся скульптуры известных мексиканских и зарубежных художников, в числе которых — Гельзен Газ, Герман Куэто, Матиас Гёритц, Мануэль Фелгерез и Эстанислао Контрерас (Estanislao Contreras).

Некоторые экспонаты
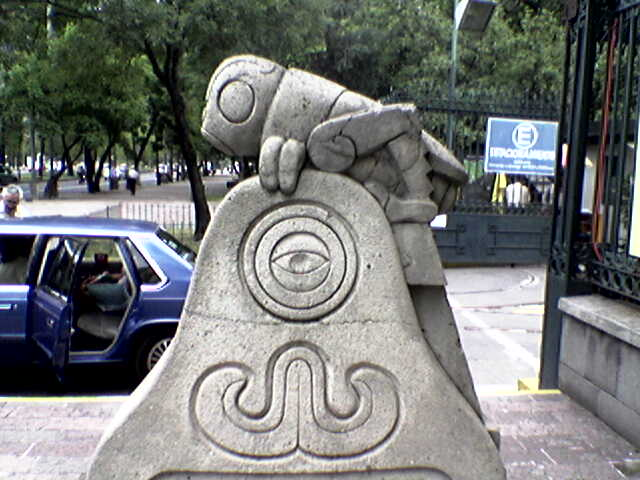
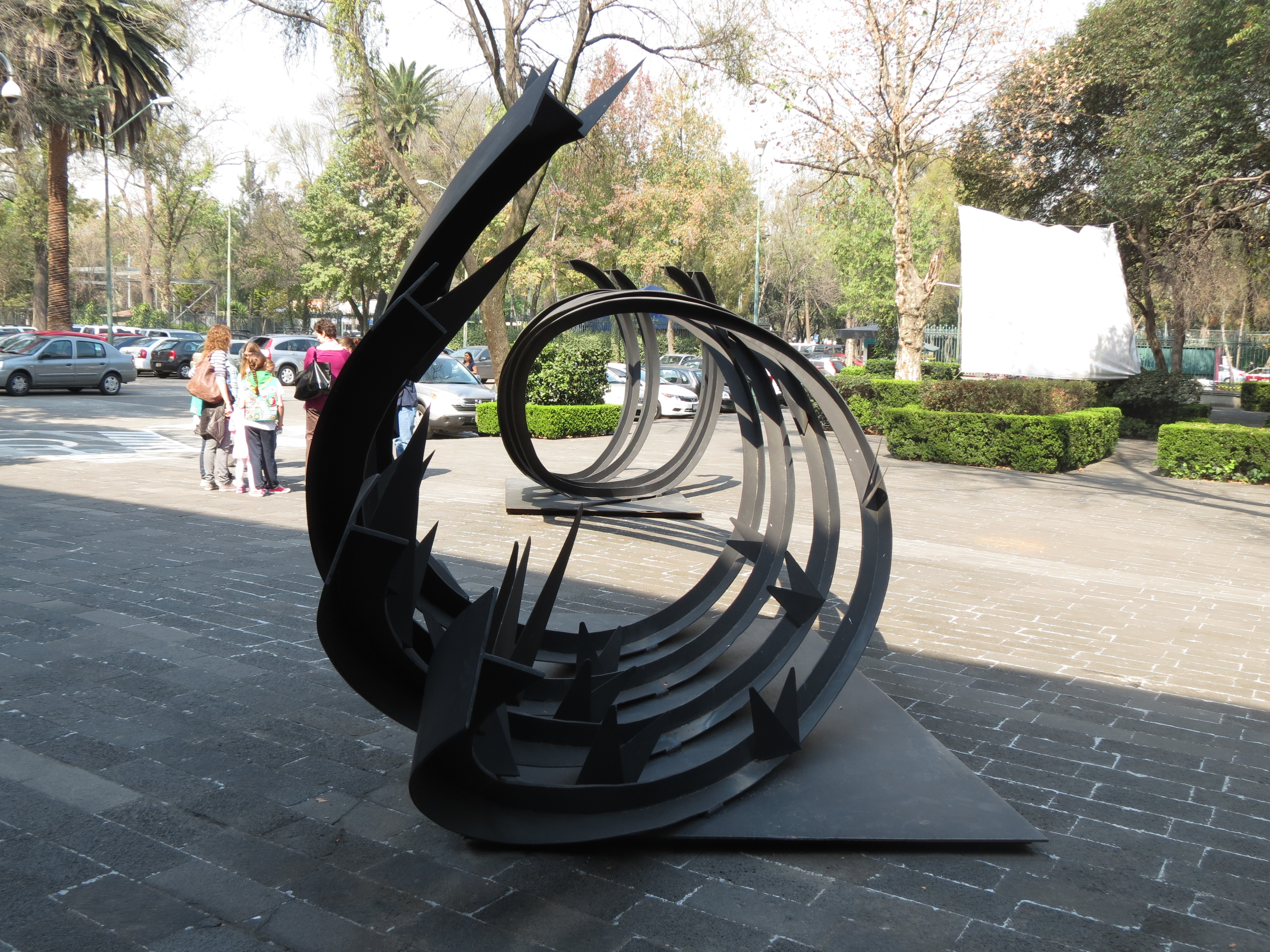
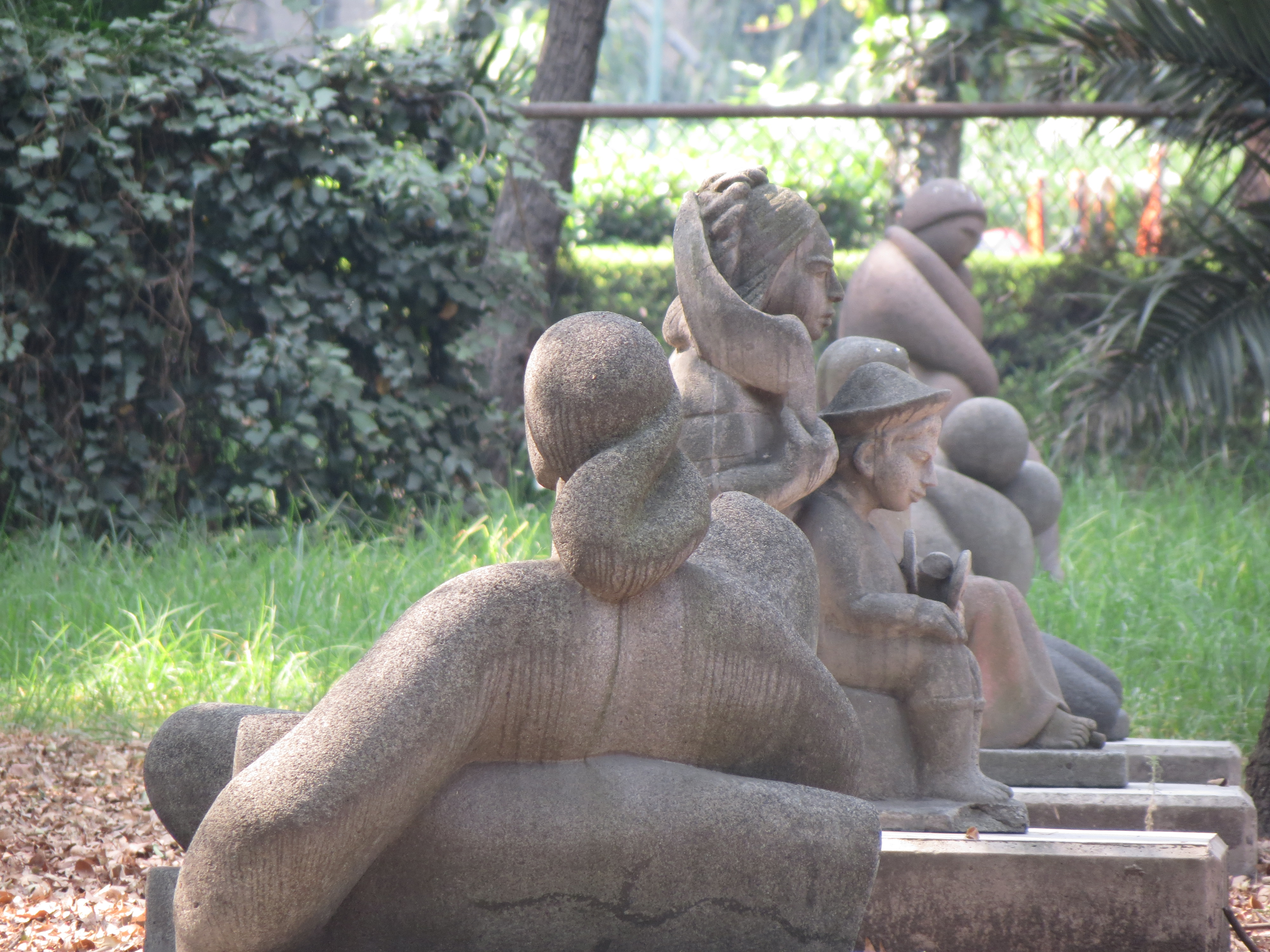
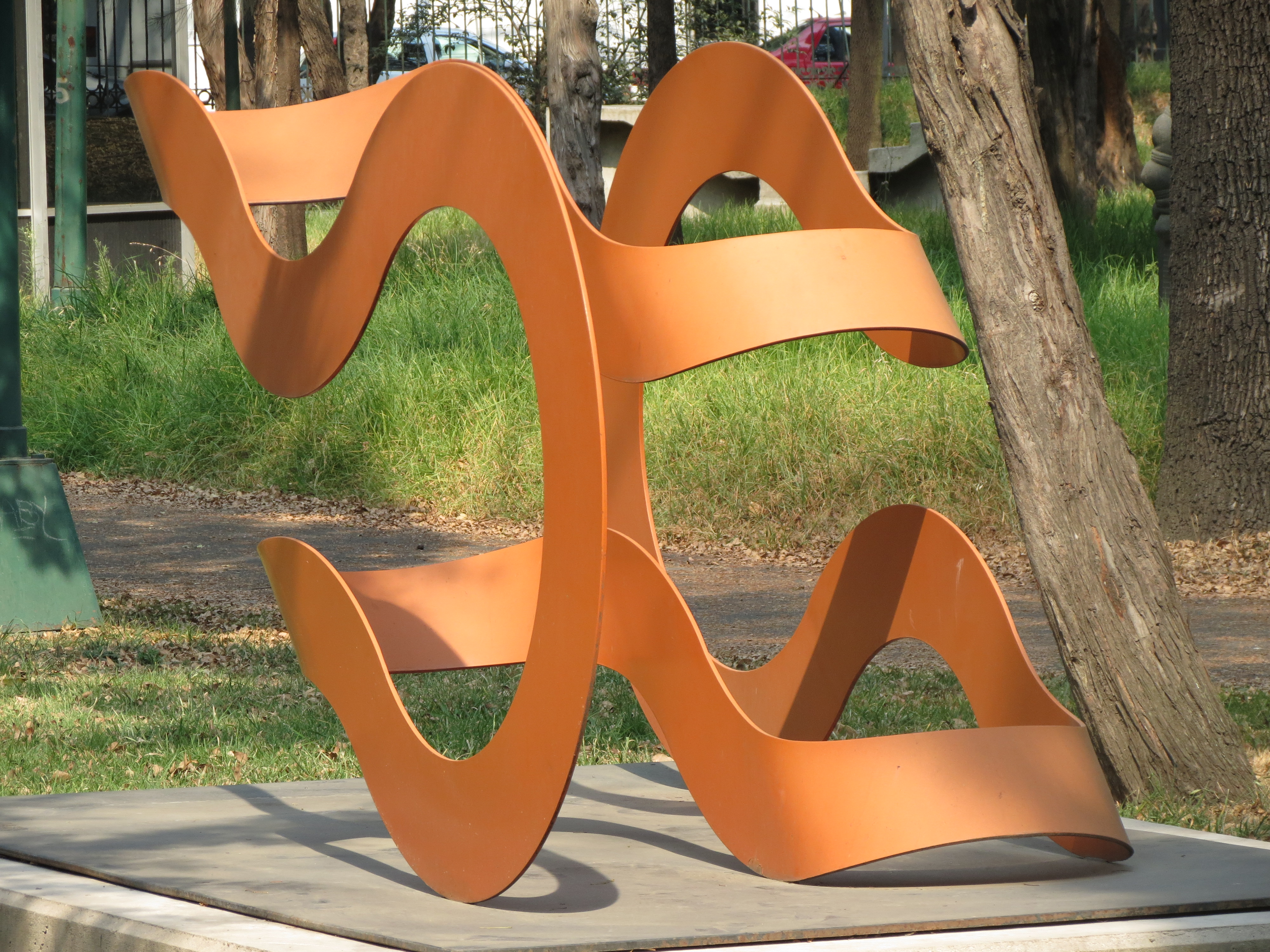
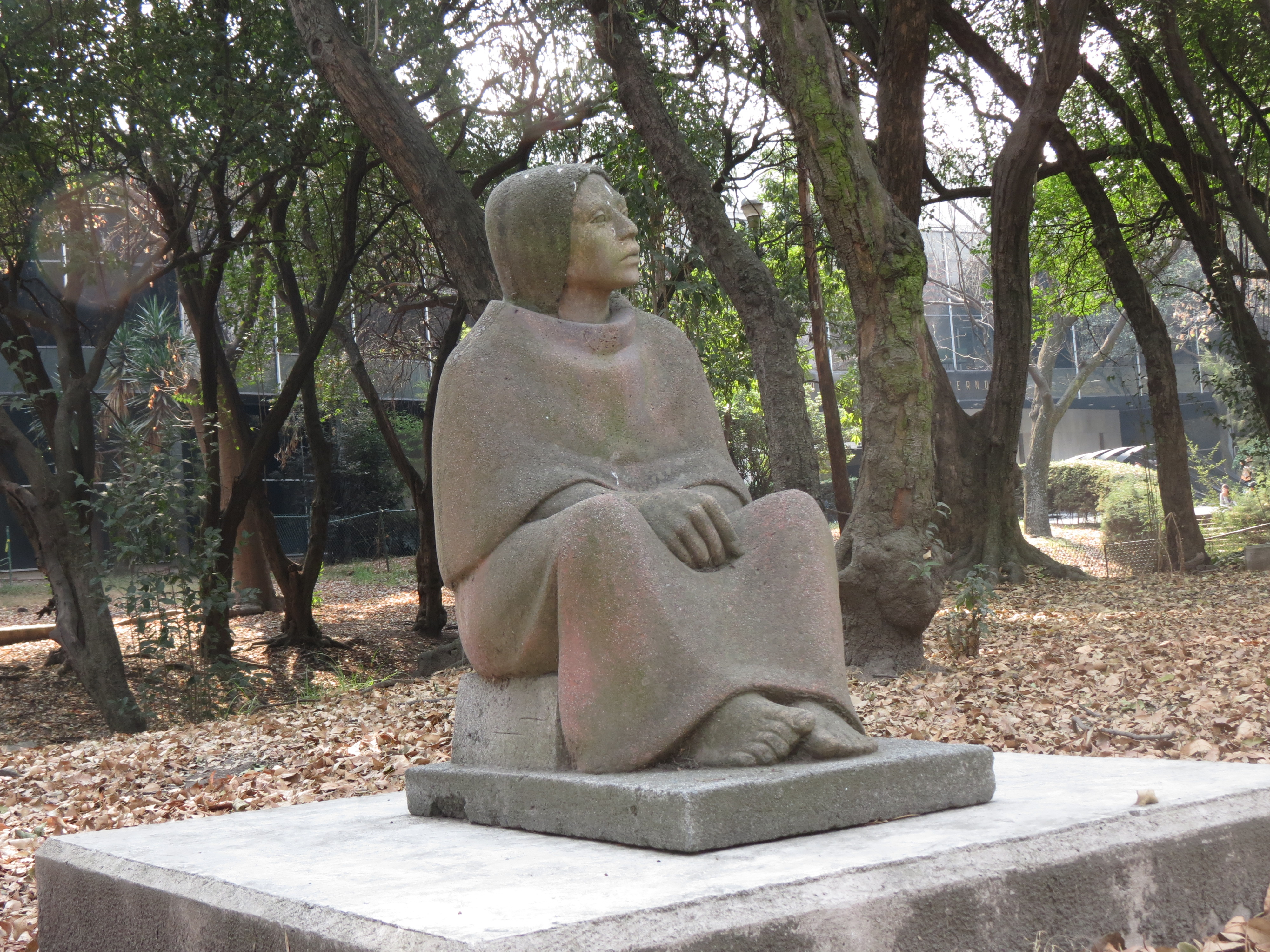